# سكوت تيري (كاتب أغاني)
سكوت تيري (بالإنجليزية: Scott Terry)‏ هو كاتب أغاني أمريكي، ولد في 15 مايو 1976 في West Milford, New Jersey ‏ في الولايات المتحدة.